# Ralf Meister
Ralf Meister (ur. 5 stycznia 1962 w Hamburgu) – duchowny Kościół Ewangelickiego w Niemczech, od 2011 biskup Ewangelicko-Luterańskiego Kościoła Krajowego Hanoweru, od 2018 biskup-przewodniczący Zjednoczonego Kościoła Ewangelicko-Luterańskiego Niemiec.

## Życiorys
W latach 1982–1983 uczył się Czerwonym Krzyżu w zakresie opieki nad osobami starszymi oraz transportu dla osób niepełnosprawnych. W latach 1983–1985 studiował teologię protestancką na Uniwersytecie Hamburskim, po czym przez rok uczęszczał do Uniwersytetu Hebrajskiego w Jerozolimie, lecz w 1986 powrócił do uczelni w Hamburgu. W 1989 ukończył studia. 28 maja 1992 przyjął święcenia kapłańskie w kościele św. Michała w Hamburgu. 
W latach 1992–1996 był pracownikiem wydziału Kirche und Stadt (pl. Kościół i miasto) na Uniwersytecie Hamburskim. Od 1994 pisał poranne modlitwy na potrzeby Norddeutscher Rundfunk oraz Deutschlandfunk, a w latach 1996-2001 kierował kilońską redakcją pierwszego z wymienionych. W 2001 został proboszczem okręgu Lubeka Ewangelicko-Luterańskiego Kościoła Krajowego Północnej Łaby. W latach 2004–2010 był prowadzącym audycji Wort zum Sonntag w ARD, a w 2008 został generalnym superintendentem Berlina Kościoła Ewangelickiego Berlina, Brandenburgii i śląskich Górnych Łużyc. 
26 marca 2011 objął stanowisko biskupa Ewangelicko-Luterańskiego Kościoła Krajowego Hanoweru. 
9 września 2018 Synod wybrał go na stanowisko biskupa-przewodniczącego Zjednoczonego Kościoła Ewangelicko-Luterańskiego Niemiec.